# Murilo Zauith
Murilo Zauith (Barretos, 17 de julio de 1950) es un político y empresario brasileño, afiliado a Unión Brasil, fue vicegobernador de Mato Grosso del Sur del 1 de enero de 2019 al 1 de enero de 2023 en el segundo gobierno de Reinaldo Azambuja, ya ocupó el mismo cargo entre 2007 y 2010 en el gobierno de André Puccinelli.
Empresario de la ciudad de Dourados, es propietario del Centro Universitario de Grande Dourados (Unigran), una de las mayores facultades de Mato Grosso do Sul.

## Carrera política
Fue diputado estatal por dos mandatos (1995 - 1999/1999 - 2003) y diputado federal por uno (2003 - 2007). Se postuló para alcalde de Dourados en 2000 y 2008, cuando fue ganado por Laerte Tetila y Ari Artuzi, respectivamente. Fue elegido Vicegobernador en 2006, junto a André Puccinelli.
Disputó las elecciones para el Senado en 2010, ubicándose tercero, con el 21,61% de los votos, detrás de Delcídio do Amaral del Partido de los Trabajadores (PT), y Waldemir Moka, del Partido del Movimiento Democrático Brasileño (PMDB).
En el tercer intento, fue elegido alcalde de la ciudad de Dourados, con el 80,06% de los votos válidos, recibiendo un total de 70.906 votos; siendo reelecto en las elecciones de 2012.
En las elecciones de 2018 volvió a ser elegido vicepresidente, esta vez con Reinaldo Azambuja. Al año siguiente asumió como Secretario de Estado de Infraestructuras.